# Rudolfine Steindling
Rudolfine Steindling (* 10. September 1934 als Rudolfine Eckel; † 27. Oktober 2012 in Tel Aviv), auch Rote Fini genannt, war eine österreichische Unternehmerin und Kommerzialrätin.

## Leben und Wirken
Rudolfine Eckel arbeitete als Buchhalterin in der Central Wechsel- und Creditbank, einer Wiener Tochter der Ungarischen Nationalbank. Dort lernte sie ihren – damals noch (bis 1966) mit Vilma Steindling verheirateten – Ehemann, den jüdischen Holocaust-Überlebenden und Résistance-Kämpfer Adolf Dolly Steindling (1918–1983), kennen, der ab 1974 Generaldirektor der Bank war. Rudolfine Steindling verließ das Bankhaus 1966 und begann ihren Aufstieg im Firmenimperium der Kommunistischen Partei Österreichs (KPÖ), in der sie von 1959 bis 1969 Mitglied war. Sie galt als gut vernetzt mit der österreichischen Wirtschaft sowie mit der politischen Elite der DDR. Auch nach ihrem Austritt aus der KPÖ verwaltete sie als am Wiener Kohlmarkt ansässige Treuhänderin nicht nur Vermögen der KPÖ, sondern auch Gelder der DDR.
Ab 1973 war sie Geschäftsführerin der Novum GmbH, über die die DDR Außenhandelsbeziehungen in den Westen unterhielt. Die Gesellschaft vertrat als Teil des Bereichs Kommerzielle Koordinierung Firmen wie Bosch, Ciba-Geigy, Voest-Alpine und Steyr Daimler Puch in der DDR und brachte es so auf beträchtliche Provisionseinnahmen. Steindling übernahm 1978 die Hälfte und 1983 sämtliche Geschäftsanteile der Novum, die nie in einen Organisationseigenen Betrieb der SED überführt worden war, sondern die Rechtsform einer GmbH beibehalten hatte. Die Novum GmbH verfügte zur Deutschen Wiedervereinigung über ein Vermögen von rund einer halben Milliarde DM auf Konten in Österreich und der Schweiz.
Aufgrund von Treuhandvereinbarungen zugunsten der SED-Firma VOB Zentrag übernahm ab 1992 die Treuhandanstalt die Verwaltung der Novum GmbH. Daraufhin verklagte Steindling die Treuhand-Nachfolgerin Bundesanstalt für vereinigungsbedingte Sonderaufgaben (BvS) vor dem Verwaltungsgericht Berlin. Sie gab an, seit April 1983 Alleingesellschafterin der Novum im Auftrag der Kommunistischen Partei Österreichs (KPÖ) gewesen zu sein, und erhielt zunächst in erster Instanz Recht. Das Oberverwaltungsgericht Berlin entschied in zweiter Instanz jedoch, dass die Novum GmbH ab 1983 nur zum Schein von Steindling geführt wurde, um SED-Vermögen ins Ausland zu transferieren, und darum als eine mit der SED verbundene juristische Person anzusehen war.
Noch vor der endgültigen juristischen Klärung des Falles hob Steindling rund die Hälfte des Guthabens von den Novum-Konten ab, deren weiterer Verbleib zum Teil ungeklärt blieb. Im Jahr 2009 schloss die BvS mit Steindling einen Vollstreckungsvergleich über die Zahlung von 106 Millionen Euro zuzüglich der Erlöse aus Rücklagen, sodass die Bundesanstalt insgesamt 120 Millionen Euro erhielt, welche an die neuen Bundesländer ausgezahlt wurden. Steindling lebte zuletzt in Tel Aviv, wo sie als Spenderin und Mäzenin in Erscheinung trat. Unter anderem unterstützte sie die Holocaust-Gedenkstätte Yad Vashem und errichtete zu Ehren ihres verstorbenen Mannes den Dolly Steindling Fund. Steindling pflegte einen extravaganten Lebensstil und hatte größere Vermögenswerte – wie ihre Villa in Döbling – bereits zu Lebzeiten auf ihre Tochter überschrieben. Rudolfine Steindling verstarb am 27. Oktober 2012 in Tel Aviv; sie ist in der Neuen Israelitischen Abteilung des Wiener Zentralfriedhofs bestattet.
Die Bank Austria, die (damals noch als Länderbank) Steindlings Hausbank war und der Komplizenschaft mit der Geschäftsfrau beschuldigt wurde, wurde im März 2010 vom Obergericht des Kantons Zürich zur Zahlung von insgesamt 245 Millionen Euro Schadenersatz verurteilt, von der Berufungsinstanz wurde das Urteil jedoch zunächst aufgehoben und das Verfahren an das erstinstanzliche Gericht zurückverwiesen. Ein erneutes Urteil des Zürcher Obergerichts wurde nach Zurückweisung einer Beschwerde durch das Schweizer Bundesgericht 2013 rechtskräftig, so dass die Bank Austria 128 Millionen Euro zuzüglich 5 Prozent Zinsen seit 1994 an die Bundesrepublik Deutschland zahlen musste.
Am 21. August 2014 reichte die Bundesanstalt für vereinigungsbedingte Sonderaufgaben (BvS) als Treuhänderin für das Vermögen der ehemaligen DDR beim Bezirksgericht Zürich Klage gegen die schweizerische Bank Julius Bär & Co. AG auf Schadenersatz für verschwundenes DDR-Staatsvermögen in Höhe von umgerechnet 135 Millionen Euro ein. Diese Summe soll über die Novum GmbH durch Rudolfine Steindling auf Schweizer Konten der „Cantrade Privatbank AG“ (Zürich) transferiert worden sein. Später soll Steindling das Geld abgehoben und in Banksafes gelagert haben, wobei der endgültige Verbleib unbekannt ist. 2019 verurteilte das Schweizer Bundesgericht in Lausanne die Bank Julius Bär als Rechtsnachfolgerin der Cantrade Privatbank dazu, 88 Millionen Euro zuzüglich Zinsen an die Bundesrepublik zu zahlen. Auf den zwischen Steindling und der BvS 2009 geschlossenen Vergleich konnte sich die Bank nicht berufen.

## Filmdokumentation
- Die unglaubliche Geschichte der SED-Millionen, Monitor-Sendung vom 20. September 2010.
- Die Rote Fini – Die verschwundenen Millionen der DDR, arte-Sendung vom 19. Juni 2021.
- Die verschwundenen Millionen der DDR – Frau Fini und die SED, arte-Dokumentation 2023, Regie: Gaby Schlag